# Stefano Franscini

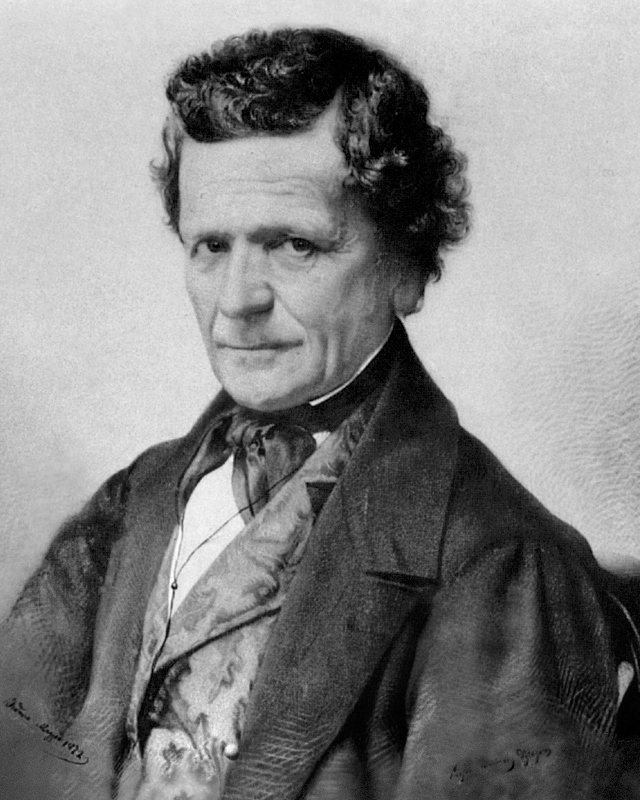
Stefano Franscini

Stefano Franscini (* 23. Oktober 1796 in Bodio; † 19. Juli 1857 in Bern, heimatberechtigt in Bodio) war ein Schweizer Politiker, Schullehrer, Publizist und Statistiker. Nachdem er insgesamt zwölf Jahre lang der Regierung des Kantons Tessin angehört hatte, wurde er 1848 als Vertreter der liberalen Mitte (der heutigen FDP) in den Bundesrat gewählt. Franscini organisierte die erste Volkszählung der Schweiz und trug massgeblich zur Gründung der Eidgenössischen Technischen Hochschule bei. Ausserdem bildete seine Aufbauarbeit im Bereich der Statistik die Grundlage für die Gründung des Bundesamts für Statistik.

## Biografie

### Jugend und Studium
Franscini stammte aus einfachsten Verhältnissen; er war der Sohn des Landwirts Giacomo Franscini und seiner Frau Regina Orlandi aus dem Dorf Bodio in der unteren Leventina. Seine erste Schulbildung erhielt er im Nachbardorf Personico an der kostenlosen Winterschule des Pfarrers. Die Eltern wünschten, dass ihr Sohn die Laufbahn eines Priesters einschlug. Franscini besuchte deshalb ab 1808 das Seminar in Pollegio, wobei er einen der kostenfreien Studienplätze für Schüler aus der Leventina in Anspruch nehmen konnte. 1815 begann er am erzbischöflichen Seminar in Mailand ein Theologiestudium. Vier Jahre später wandte er sich jedoch nichtreligiösen Fächern zu und bildete sich in Bibliotheken autodidaktisch in Geschichte, Recht, Volkswirtschaft, Statistik und Pädagogik weiter. Seinen Lebensunterhalt verdiente er als Lehrer an verschiedenen Schulen.
Franscini lernte Carlo Cattaneo kennen, der ihn in die liberale Mailänder Gesellschaft einführte. Mit ihm zusammen übersetzte er «Des Schweizerlands Geschichte» von Heinrich Zschokke ins Italienische und machte 1821 eine Reise nach Zürich. Dabei wurde ihm bewusst, wie rückständig das Bildungswesen im Kanton Tessin war. Mit dem Geografen Gerold Meyer von Knonau pflegte er eine langjährige Brieffreundschaft. 1823 heiratete er Teresa Massari, mit der er zwei Kinder hatte.

### Wissenschaft und Publizistik
Aus familiären Gründen kehrte Franscini 1824 ins Tessin zurück. Er blieb weiterhin als Lehrer tätig und verfasste mehrere Schulbücher, darunter Grammatiken, Handbücher für Arithmetik und Lesebücher. Diese fanden nicht nur im Tessin Verwendung, sondern auch in der Lombardei. Daneben schrieb er für die Gazzetta Ticinese Artikel über Geschichte, Wirtschaft und Statistik. 1826 eröffnete Franscini in Lugano zusammen mit seiner Ehefrau eine Schule für wechselseitigen Unterricht nach der Lancaster-Methode, was in konservativen Kreisen starkes Misstrauen hervorrief. Auch für Mädchen bot er Schulunterricht an. Daneben führte er seine statistischen Studien weiter. Sein Hauptwerk ist die 1827 erschienene Statistica della Svizzera. In diesem 500-seitigen Buch nahm er als erster überhaupt eine vergleichende Analyse der Schweiz vor, ebenso verknüpfte er Wissenschaft mit explizit liberalen politischen Ansichten.
Mit verschiedenen Schriften sorgte Franscini für Aufsehen. 1828 erschien Della pubblica istruzione nel Cantone Ticino («Über die öffentliche Bildung im Kanton Tessin»), worin er das rückständige Bildungswesen im Tessin und die reaktionären politischen Verhältnisse unter Landammann Giovanni Battista Quadri anprangerte. Ein Jahr später veröffentlichte er in Zürich anonym die Broschüre Della riforma della Constituzione Ticinese («Über die Reform der Tessiner Verfassung»), eine scharfe Kritik an den Vertretern und Institutionen der Restauration. Um die Werte des Liberalismus, des Republikanismus und des Föderalismus weiterzuverbreiten, gründete er mehrere Zeitschriften: L’osservatore del Ceresio (1830), Il propagatore svizzero delle utili notizie (1838) und L’amico delle riforma (1838).

### Kantonspolitik
Inspiriert durch Franscinis publizistische Tätigkeit stimmte der Grosse Rat (Gran Consiglio) am 23. Juni 1830 gegen den Willen des Landammanns einer liberalen Verfassungsreform zu, die am 4. Juli von den Kreisversammlungen gutgeheissen wurde. 1830 wählte der Grosse Rat Franscini zum Staatssekretär, womit er der Leiter der kantonalen Verwaltung war. Im folgenden Jahr starb seine Ehefrau; 1836 heiratete er deren Schwester Luigia Massari. In der Buchreihe «Gemälde der Schweiz» stellte er 1835 seinen Schweizer Mitbürgern den bis dahin eher wenig bekannten Kanton Tessin vor.
Von 1837 bis 1845 und erneut von 1847 bis 1848 gehörte Franscini dem Staatsrat (Consiglio di Stato) an, der Tessiner Kantonsregierung. Dazwischen war er von 1845 bis 1847 ein weiteres Mal als Staatssekretär tätig. Er engagierte sich für Verbesserungen im Bildungswesen und förderte Industrie und Handel. 1841, 1843, 1845 und 1846 vertrat er das Tessin an der eidgenössischen Tagsatzung. 1847 musste er im Mendrisiotto eine drohende Hungersnot abwenden; er begab sich nach Mailand, um im Auftrag des Kantons Getreide zu beschaffen. Während des Sonderbundskriegs organisierte er die Verteidigung der Stadt Bellinzona, nachdem die Tessiner Armee von den Truppen des Sonderbunds überrascht worden war. Nach Kriegsende bereitete er im Kanton Wallis im Auftrag der Tagsatzung den Übergang zu einer liberalen Staatsordnung vor.

### Bundesrat
Nach dem Inkrafttreten der neuen Bundesverfassung wurde Franscini bei den ersten Parlamentswahlen in den Nationalrat gewählt. Am 16. November 1848 wählte ihn die Bundesversammlung zum fünften Bundesrat. Dabei erhielt er im dritten Wahlgang 68 der 132 abgegebenen Stimmen, am wenigsten aller neu gewählten Bundesräte (53 Stimmen entfielen auf Friedrich Frey-Herosé, 10 auf Wilhelm Matthias Naeff). Franscini erhielt das Departement des Innern zugewiesen. Es entsprach durchaus seinen Interessen, galt aber nicht als besonders anspruchsvoll, da viele innenpolitische Kompetenzen noch bei den Kantonen lagen. Er leistete Pionierarbeit beim Aufbau des Verwaltungsapparates, wozu die Bundeskanzlei und das Bundesarchiv gehören. 1850 organisierte er fast im Alleingang die erste gesamtschweizerische Volkszählung. Ausserdem erarbeitete er die Gesetzgebung in den Bereichen Landwirtschaft, Forstwirtschaft und Strassenbau.
Franscinis wichtigstes Projekt war die Schaffung einer gesamtschweizerischen Universität unter der Leitung des Bundes. Er liess sich von den Kantonen zunächst über den Stand ihres Bildungswesens informieren. Da die eingegangenen Antworten derart unterschiedlich waren, dauerte es bis April 1851, bis er eine Expertenkommission einsetzen konnte. Aufgrund dringlicherer Zoll- und Eisenbahngeschäfte sowie hartnäckiger Opposition aus der Zentral- und Westschweiz verzögerte sich das Vorhaben weiter. Erst im Januar 1854 konnte es im Parlament behandelt werden. Obwohl eine Bundesuniversität in der Verfassung festgeschrieben worden war, stiess sie mittlerweile auf Ablehnung und scheiterte am Partikularismus der Kantone. Genehmigt wurde lediglich ein Polytechnikum (die heutige ETH Zürich), da es keine kantonalen Interessen tangierte; es nahm 1855 seinen Betrieb auf.
Wegen seiner mangelhaften Deutschkenntnisse und seiner Schwerhörigkeit galt Franscini in der Landesregierung zunehmend als Aussenseiter. Damals war es üblich, dass Bundesräte sich alle drei Jahre einer «Komplimentswahl» stellten und als Nationalräte kandidierten. Während er die Wiederwahl 1851 noch knapp schaffte, fiel er bei den Nationalratswahlen 1854 im Wahlkreis Tessin-Nord durch. Dadurch fehlte ihm die Legitimation, um weiterhin sein Amt ausüben zu können. Der Zufall wollte es, dass im Kanton Schaffhausen nach zwei Wahlgängen erst einer von zwei Sitzen besetzt war. Die Freisinnigen stellten Franscini daraufhin als Kandidaten auf und warben in mehreren Zeitungsartikeln für den Tessiner, der in seinem Heimatkanton «durch pfäffisch-österreichische Ränke» unterlegen sei. Franscini schaffte es, als Schaffhauser Nationalrat gewählt zu werden. Daraufhin wurde er von der Bundesversammlung als Bundesrat bestätigt, wenn auch erst im dritten Wahlgang mit 81 von 147 Stimmen.
Um ein weiteres Debakel zu verhindern, kündigte Franscini per Ende 1857 seinen Rücktritt an. Wenig später verstarb er jedoch völlig unerwartet im Alter von 60 Jahren im Amt. Die bei der Volkszählung des Jahres 1850 gesammelten Daten, gewonnenen Erfahrungen und angewandten Erhebungsmethoden hatte Franscini in der Buchreihe «Beiträge zur Statistik der Schweizerischen Eidgenossenschaft» ausgewertet, die von 1851 bis 1858 in fünf Teilen erschien. Diese Veröffentlichungen wurden zwar als persönliches Verdienst anerkannt, stiessen aber in der Bundesverwaltung und bei Parlamentariern überwiegend auf Desinteresse oder sogar Skepsis. Erst 1860 erfolgte die Gründung des Bundesamts für Statistik, das auf Franscinis Werke und vorbereitenden Arbeiten zurückgreifen konnte.

## Werke
- Statistica della Svizzera. Lugano 1827; 2. Auflage 1848–1849, Supplement 1851
- Della pubblica istruzione nel Cantone Ticino. Lugano 1828
- Della riforma della Constituzione Ticinese. Zürich 1829
- Der Kanton Tessin, historisch-geographisch-statistisch geschildert. St. Gallen 1835
- Statistica della Svizzera italiana. Lugano 1837–1839
- Übersichten der Bevölkerung der Schweiz. Bern 1851
- Semplici verità ai Ticinesi sulle finanze e su altri oggetti di ben pubblico. Lugano 1854
- Storia della Svizzera italiana dal 1797 al 1802. Zusammengestellt von Pietro Peri, Tipografia e litografia cantonale, Lugano 1864
- Annali del Cantone Ticino. Hrsg. von Giuseppe Martinola, Bellinzona 1953.

## Filmdokumentation
- Die Schweizer#Alfred Escher und Stefano Franscini – Kampf um den Gotthard, vierteilige Dokumentation des Schweizer Fernsehens, 2013.